# Timur Safin
Timur Marsielewicz Safin (ros. Тимур Марселевич Сафин, ur. 4 sierpnia 1992) – rosyjski florecista, trzykrotny medalista olimpijski i dwukrotny medalista mistrzostw świata.
Walczy prawą ręką, treningi rozpoczął w 2001 w Ufie. W 2012 roku zdobył złoto indywidualnie i srebro drużynowo na mistrzostwach świata juniorów w Moskwie.
Podczas mistrzostw świata w Kazaniu w 2014 roku wywalczył brązowy medal w turnieju indywidualnym. Wyprzedzili go jedynie rodak - Aleksiej Czeriemisinow i Chińczyk Ma Jianfei. Na mistrzostwach świata w Wuxi w 2018 roku Rosjanie w składzie: Timur Arsłanow, Aleksiej Czeriemisinow, Timur Safin i Dmitrij Żeriebczenko zdobyli drużynowo brązowy medal.
Wystartował na igrzyskach olimpijskich w Rio de Janeiro w 2016 roku, gdzie zdobył złoto w rywalizacji drużynowej oraz brąz indywidualnie. Rosyjską drużynę tworzyli poza nim Artur Achmatchuzin i Aleksiej Czeriemisinow. Podczas igrzysk olimpijskich w Tokio zawodnicy Rosyjskiego Komitetu Olimpijskiego w składzie: Kiriłł Borodaczow, Władisław Mylnikow, Anton Borodaczow i Timur Safin zajęli drugie miejsce. 
Zdobył drużynowo brązowy medal na mistrzostwach Europy w Strasburgu w 2014 roku. Na rozgrywanych rok później mistrzostwach Europy w Toruniu zdobył złoto indywidualnie i drużynowo. Następnie był drugi w obu konkurencjach na mistrzostwach Europy w Tbilisi (2017). Ponadto wywalczył złoto drużynowo na mistrzostwach Europy w Novim Sadzie (2018).
W 2015 wywalczył brązowy medal w zawodach drużynowych podczas igrzysk europejskich w Baku (2015).